# Marica (gmina)
Marica (bułg. Община Марица) – gmina w południowej Bułgarii, w obwodzie Płowdiw. Stolicą gminy jest miasto Płowdiw, które jednak nie leży w granicach gminy.

## Miejscowości
Miejscowości wchodzące w skład gminy Marica:
- Benkowski (bułg. Бенковски),
- Caracowo (bułg. Царацово),
- Dink (bułg. Динк),
- Graf Ignatiewo (bułg. Граф Игнатиево),
- Jasno pole (bułg. Ясно поле),
- Kalekowec (bułg. Калековец),
- Kostiewo (bułg. Костиево),
- Krisłowo (bułg. Крислово),
- Manole (bułg. Маноле),
- Manołsko Konare (bułg. Манолско Конаре),
- Radinowo (bułg. Радиново),
- Rogosz (bułg. Рогош),
- Skutare (bułg. Скутаре),
- Stroewo (bułg. Строево),
- Trilistnik (bułg. Трилистник),
- Trud (bułg. Труд),
- Wojwodinowo (bułg. Войводиново),
- Wojsił (bułg. Войсил),
- Żelazno (bułg. Желязно).